# Gombeng Sari
Gombeng Sari is een bestuurslaag in het regentschap Banyuwangi van de provincie Oost-Java, Indonesië. Gombeng Sari telt 7591 inwoners (volkstelling 2010).